# Bengt Svensson (militär)
Bengt Allan Svensson, född 24 februari 1958 i Karlskrona amiralitetsförsamling i Blekinge län, är en svensk militär.

## Biografi
Svensson avlade officersexamen vid Krigsskolan 1982 och utnämndes samma år till fänrik vid Skånska luftvärnsregementet. Han blev 1998 Master of Military Arts vid US Army Command and General Staff College. Åren 1998–2000 var han bataljonschef. Efter att ha befordrats till överste var han militärsakkunnig vid Enheten för säkerhetspolitiska och internationella frågor vid Försvarsdepartementet från 2003 till 2005 eller 2006. Åren 2006–2009 var han arméattaché vid ambassaden i Washington, varpå han 2009–2012 var chef för Arméavdelningen i Produktionsledningen i Högkvarteret. År 2012 befordrades han till generalmajor, varefter han var chef för förbandsproduktion i Högkvarteret 2012–2014. Sedan den 1 januari 2015 är han försvarsattaché vid ambassaden i Washington.
Bengt Svensson invaldes 2005 som ledamot av Kungliga Krigsvetenskapsakademien.